# Río Alhárabe
Der Río Alhárabe ist ein Fluss in der Region Murcia in Spanien. Er ist ein rechter Zufluss des Río Segura.

## Lage

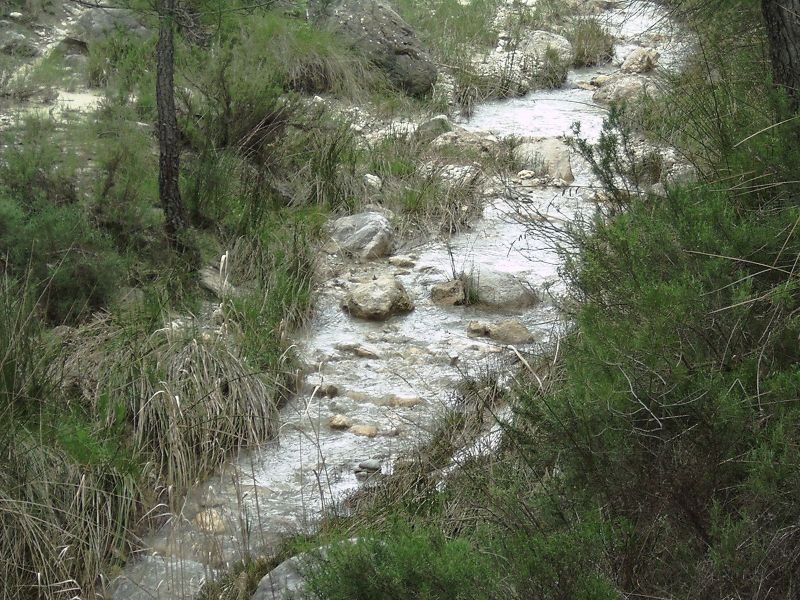
Der Río Benamor im wasserreichen Frühjahr 2004

Der rund 50 km lange Fluss entspringt bei El Sabinar im Gebiet der Gemeinde Moratalla in der Provinz Murcia. Von der Einmündung des Río Benamor an wird er auch als Río Moratalla bezeichnet. Er fließt nach Osten ab und mündet oberhalb von Calasparra in den Río Segura.